# Édouard Andignoux
Édouard Andignoux (Tolosa, 20 gennaio 1844 – Parigi, 2 dicembre 1883) è stato un politico francese.
Prese parte alla Comune di Parigi e militò nell'Internazionale anarchica.

## Biografia
Di professione sarto, trasferitosi a Parigi, fu oppositore del regime bonapartista e nel giugno del 1870 fu condannato per oltraggio agli agenti di polizia. Membro della Prima Internazionale, durante l'assedio di Parigi militò nell'82º battaglione della Guardia nazionale e il 15 marzo 1871 fu eletto al Comitato centrale della Guardia. Il 21 aprile gli fu revocato l'incarico per aver stampato dei bollettini a suo nome utilizzando denaro del Municipio.
Sembra che lasciasse Parigi ai primi di maggio. Dopo la caduta della Comune, fu condannato ai lavori forzati a vita in contumacia, essendosi egli rifugiato a Ginevra. Qui visse sotto il nome di Franck, collaborò al periodico La Révolte e il 1º settembre 1873 rappresentò la sezione ginevrina al VI congresso dell'Internazionale anarchica svoltosi in questa città e fu eletto alla Commissione Sciopero generale.
Escluso dall'amnistia del 1880, visse in miseria.